# Stop respirator
Stopul cardio-respirator apare atunci când inima nu mai primește oxigen de la plămâni, plămânii nu mai sunt în stare să realizeze schimbul de gaze iar inima se oprește. Prin administrarea șocurilor electrice, prin resuscitare și prin conectarea pacientului la o sursă de oxigen pur inima poate reporni. Adesea stopul cardio-respirator duce la deces.